# Christian Vander (muzikant)

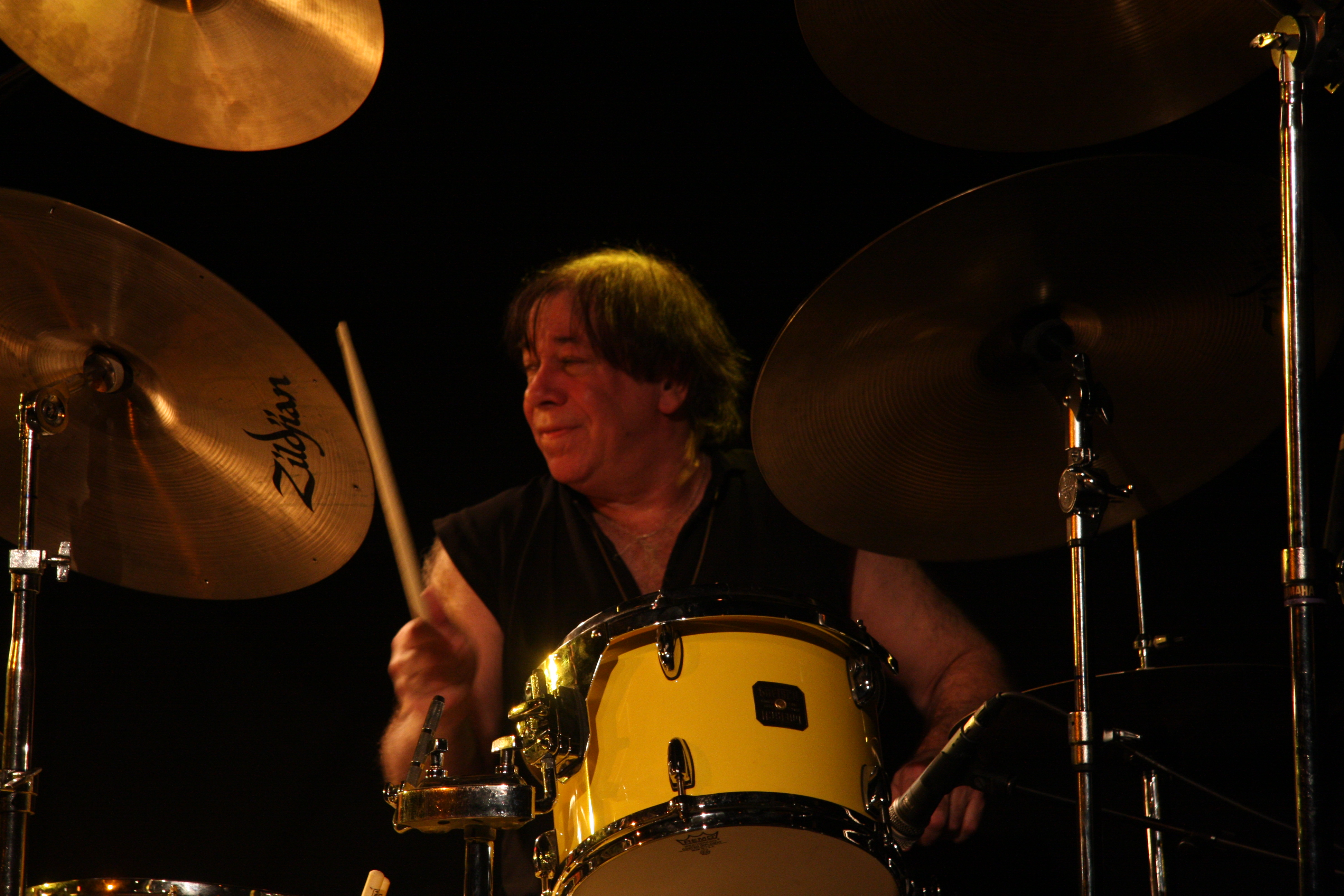
Christian Vander tijdens optreden op het Fort en Jazz festival in Francheville, Frankrijk in 2009

Christian Vander (Nogent-sur-Marne, 21 februari 1948) is een Franse drummer, zanger, pianist en kunsttaalauteur. Hij is de oprichter van de groep Magma.
Als geadopteerde zoon van een jazz-pianist, Maurice Vander, en dankzij zijn moeder groeide hij op naast bekende jazzmuzikanten zoals Elvin Jones, Kenny Clarke en Chet Baker. Terwijl hij opgroeide, was hij niet echt op de hoogte van de actuele muziek van die tijd en was aangetrokken tot andere soorten muziek zoals de jazz en dan voornamelijk John Coltrane. Als dertienjarige kreeg hij zijn eerste drumstel van Chet Baker. Na de dood van John Coltrane in 1967 verliet hij Frankrijk en doolde een tijdje rond in Italië. Hij beëindigde deze dooltocht in 1969, ging naar Parijs en richtte daar Magma op. De groep had een wisselende bezetting en bestond tot ongeveer 1984.
In 1979 richtte hij naast Magma de groep Alien Quartet op. Dit werd later het Trio Vander. In 1983 richtte hij ook een groep op die complementair was aan Magma: Offering. Tussen 1992 en 1995 hernam hij zijn eigen werk toen hij de groep Les voix de Magma leidde, bestaande uit 12 muzikanten en zangers. Sinds 1996 treedt Magma weer op, in een nieuwe bezetting.
Bij Magma zingt hij in het Kobaïaans, een fictieve taal die hij zelf gecreëerd heeft. Dit doet hij door klanken te associëren met zijn muziek. In zekere zin is het Kobaïaans dus natuurlijk gevormd en kan eigenlijk als een vorm van klankpoëzie beschouwd worden.
- Bibliothèque nationale de France: cb13900704f (data)
- Gemeinsame Normdatei: 134545230
- International Standard Name Identifier: 0000 0000 9344 5738
- Library of Congress Control Number: n91078021
- Nationale Bibliotheek van Letland: 000038237
- MusicBrainz: 0933c7f6-aaff-4bd8-bb69-deb3088db745
- Nationale Bibliotheek van Tsjechië: xx0169950
- Nationale Bibliotheek van Israël: 987007332266005171
- Système universitaire de documentation: 129733784
- Virtual International Authority File: 61733284
- WorldCat: E39PBJgMyBJRq8FMcx8yhX6VG3